# Các vụ ám sát Fidel Castro
Các vụ ám sát Fidel Castro là những lần Cục Tình báo Trung ương Hoa Kỳ đã thực hiện nhiều nỗ lực để ám sát Fidel Castro trong thời gian ông là Chủ tịch nước Cuba. Tất cả các nỗ lực ám sát ông đều thất bại.

## Bối cảnh
Kết thúc Thế chiến II, Hoa Kỳ đã bí mật âm thầm ám sát các nhà chính trị quốc tế và lãnh đạo các nước ngoài. Trong thời gian dài, các quan chức Chính phủ Hoa Kỳ phủ nhận mọi cáo buộc nước này dính líu tới các chương trình này vì nó sẽ vi phạm Hiến chương Liên Hợp Quốc. Vào ngày 5/3/1972, Richard Helms, Giám đốc Cơ quan Tình báo Trung ương (CIA) tuyên bố rằng "Không có hoạt động hoặc chiến dịch nào được thực hiện, hỗ trợ hoặc gợi ý bởi bất kỳ ai là người của chúng tôi". Năm 1975, Thượng viện Hoa Kỳ triệu tập Ủy ban nghiên cứu các chiến dịch chính phủ liên quan hoạt động tình báo dưới sự chủ tọa của Thượng nghị sĩ Frank Church (Dân chủ-Idaho). Ủy ban này phát hiện ra rằng, CIA và các cơ quan chính phủ khác đã triển khai một chiến thuật gọi là "chối bỏ chính đáng" trong các quá trình ra quyết định liên quan ám sát. CIA đã cố ý che giấu các quan chức cao cấp khỏi bất kỳ trách nhiệm nào bằng cách giữ lại toàn bộ số lượng thông tin về vụ ám sát kế hoạch. Nhân viên chính phủ đã nhận được sự chấp thuận ngầm của các hành vi của họ bằng cách sử dụng từ ngữ và thuật ngữ "ngầm" trong truyền thông.

## Nỗ lực ban đầu
Theo Giám đốc CIA, Richard Helms, nhiều quan chức cao cấp của Tổng thống Kennedy đã gây áp lực lên CIA để "loại bỏ Castro".:148–150 Lời giải thích một số âm mưu ám sát gây sửng sốt vì nó nhằm tạo ấn tượng tốt trong thời gian nằm quyền của Tổng thống John F. Kennedy.:25 Các kế hoạch ám sát nhà lãnh đạo Cuba được chia làm 5 giai đoạn, với kế hoạch liên quan đến CIA, Bộ Quốc phòng, và Bộ Ngoại giao::24–25
- Trước tháng 8/1960
- 8/1960 - 4/1961
- 4/1961 - cuối năm 1961
- Cuối năm 1961 - cuối năm 1962
- Cuối năm 1962 - cuối năm 1963

## Cam kết của Mafia
Theo tài liệu CIA tên là "Ngọc quý gia đình" được giải mật năm 2007, một kế hoạch ám sát Fidel trước khi xảy ra sự kiện Vịnh Con Lợn liên quan ba tay gangster Mỹ khét tiếng - Johnny Roselli, Salvatore Giancana và Santo Trafficante.
Tháng 9/1960, Salvatore Giancana và Santo Trafficante (đều có tên trong danh sánh 10 tên tội phạm bị truy nã gắt gao nhất của Cục Điều tra liên bang Mỹ - FBI) được CIA liên lạc gián tiếp về khả năng ám sát Fidel. Johnny Roselli được dùng để tiếp cận các ông trùm mafia. Người môi giới đến từ phía CIA là Robert Maheu. Maheu tự giới thiệu mình là đại diện của một số công ty quốc tế ở Cuba bị Fidel quốc hữu hóa.
Ngày 14/9/1960, Maheu gặp Roselli trong một khách sạn ở thành phố New York và đề nghị thù lao 150.000 USD cho việc "loại bỏ" Fidel. James O’Connell giới thiệu mình là đồng sự của Maheu, cũng có mặt tại buổi gặp gỡ. Trên thực tế, James O’Connell là trưởng bộ phận hỗ trợ chiến dịch của CIA. Tài liệu giải mật không cho biết Roselli, Giancana hoặc Trafficante có chấp nhận lời đề nghị của CIA hay không. Theo hồ sơ CIA, Giancana gợi ý việc cho thuốc độc vào đồ ăn hoặc đồ uống của Fidel. Loại thuốc độc này do Đơn vị Dịch vụ Kỹ thuật của CIA sản xuất, được đưa cho một người do Giancana tiến cử tên là Juan Orta. Giancana nói rằng, Orta là một quan chức trong chính phủ Cuba, có thể tiếp cận Fidel.
Theo một số báo cáo, sau vài lần thất bại trong việc bỏ thuốc độc vào đồ ăn của Fidel, Orta đòi rút khỏi nhiệm vụ ám sát, chuyển giao việc này cho một người khác (không nêu tên). Sau đó, Giancana và Trafficante sử dụng Anthony Verona – thủ lĩnh của một nhóm người Cuba lưu vong để ám sát Fidel. Verona đòi chi phí 10.000 USD và 1.000 USD tiền mua thiết bị liên lạc. Tuy nhiên, người ta không biết nỗ lực ám sát lần hai này đi xa đến đâu vì nó bị hủy do Mỹ tổ chức xâm lược Cuba, tấn công vịnh Con Lợn. Giancana khuyến cáo Orta như một quan chức chính phủ Cuba, người có thể tiếp cận Castro.

## Các lần ám sát tiếp theo
Ủy ban của Thượng nghị sĩ Frank Church tuyên bố họ chứng minh được sự tồn tại của 8 lần CIA mưu toan ám sát Fidel Castro trong giai đoạn 1960-1965. Fabian Escalante, lãnh đạo đã nghỉ hưu của đơn vị phản gián của Cuba (có nhiệm vụ bảo vệ Fidel), ước tính, CIA có tổng cộng 638 lần thực hiện hoặc lên kế hoạch ám sát nhà lãnh đạo Cuba được phân chia theo các đời Tổng thống như sau:
- Dwight D. Eisenhower (1959–1961): 38
- John F. Kennedy (1961–1963): 42
- Lyndon B. Johnson (1963–1969): 72
- Richard Nixon (1969–1974): 184
- Jimmy Carter (1977–1981): 64
- Ronald Reagan (1981–1989): 197
- George H. W. Bush (1989–1993): 16
- Bill Clinton (1993–2000): 21

Một số kế hoạch ám sát Fidel nằm trong chương trình bí mật của CIA với tên gọi Chiến dịch Mongoose (cầy mănggút) nhằm lật đổ chính quyền Cuba. CIA có kế hoạch tẩm chất độc botulinum vào xì gà, nhồi chất nổ vào xì gà, bôi vi khuẩn tubercle bacilli vào bộ đồ lặn, đặt bẫy ở đáy biển (Castro thích xì gà và lặn biển, nhưng ông bỏ thuốc lá vào năm 1985), gắn xy-lanh tí xíu chứa chất độc Blackleaf 40 vào bút bi, thuê mafia xử lý theo cách thức đơn giản khác. CIA còn có kế hoạch đánh bom Fidel khi ông thăm bảo tàng Ernest Hemingway ở Cuba.
Một số âm mưu ám sát được miêu tả trong phim tài liệu "638 cách giết Castro" (2006) chiếu trên Channel 4 của Anh. Trong đó có kế hoạch do Marita Lorenz – người yêu cũ của Fidel thực hiện. Hai người gặp nhau năm 1959. Lorenz được cho là đã đồng ý giúp CIA và tìm cách đưa một lọ kem lạnh chứa các viên thuốc độc vào phòng của Fidel. Theo một số nguồn tin, khi biết được ý định của Lorenz, Fidel đã đưa cho Lorenz khẩu súng và bảo bà bóp cò. Một số kế hoạch không nhằm sát hại Fidel mà nhằm làm tổn hại hình ảnh của ông. CIA từng có kế hoạch dùng muối thallium để phá hủy bộ râu nổi tiếng của Fidel, hoặc đưa ma túy tổng hợp LSD vào phòng thu radio của Fidel để ông mất tập trung, mất phương hướng trong buổi phát thanh và bôi nhọ hình ảnh của ông trước công chúng.
Về các vụ mưu sát mình, Fidel từng nói: "Nếu thoát khỏi các vụ ám sát là một sự kiện Olympic thì tôi đã giành huy chương vàng".

## Hậu quả
Ngoài âm mưu, kế hoạch ám sát Fidel Castro, CIA còn bị cáo buộc dính dáng các vụ ám sát Tổng thống Dominica Rafael Trujillo, Thủ tướng Congo Patrice, Tổng thống Việt Nam Cộng hòa Ngô Đình Diệm…
Ủy ban nghiên cứu các chiến dịch chính phủ liên quan hoạt động tình báo của Thượng viện Mỹ phản đối ám sát chính trị với tư cách là công cụ đối ngoại. Ủy ban này tuyên bố, ám sát chính trị là "không tương thích với nguyên tắc Mỹ, trật tự quốc tế và đạo đức". Ủy ban này khuyến nghị Quốc hội Mỹ xem xét thông qua luật mới để loại bỏ việc ám sát chính trị và những hành động tương tự. Tuy nhiên, một dự luật như vậy chưa bao giờ được đưa ra. Thay vào đó, Tổng thống Mỹ Gerald Ford năm 1977 ký sắc lệnh 11905 tuyên bố "Người làm việc cho chính phủ Mỹ không được tham gia hoặc âm mưu ám sát chính trị".